# Rousong
Rousong (xinès tradicional: 肉鬆, pinyin: ròusōng, en cantonés: yuk sung), també dit de vegades angora de carn, fil de porc o carn, és un producte de carn seca que té una textura lleugera i esponjosa semblant al cotó gruixut, procedent de Fujian. Rousong es fa servir com amaniment per a molts aliments, com ara sopa d'arròs, tofu, i saborosa llet de soja. També es fa servir com a farcit de pans i pastissos diversos, i com una mossada pel seu compte. El Rousong és un aliment molt popular en la cultura xinesa, com ho demostra el seu ús primordial en la cuina xinesa.